# 甲基组胺
甲基组胺是指组胺上的氢原子被甲基取代的有机化合物，化学式C
6H
11N
3，有：
- 1-甲基组胺，CAS号：501-75-7
- 4-甲基组胺，CAS号：36507-31-0
- α-甲基组胺，混合CAS号：6986-90-9 
  - (R)-α-甲基组胺，CAS号：75614-87-8 
  - (S)-α-甲基组胺，CAS号：75614-93-6
- N-甲基组胺，CAS号：673-50-7